# Cardeñosa
Cardeñosa – gmina w Hiszpanii, w prowincji Ávila, w Kastylii i León, o powierzchni 40,5 km². W 2011 roku gmina liczyła 492 mieszkańców.